# Paredes de Viadores e Manhuncelos
Paredes de Viadores e Manhuncelos es una freguesia portuguesa del municipio de Marco de Canaveses, distrito de Oporto.

## Historia
Fue creada el 28 de enero de 2013 en aplicación de una resolución de la Asamblea de la República de Portugal promulgada el 16 de enero de 2013 con la unión de las freguesias de Manhuncelos y Paredes de Viadores, pasando su sede a estar situada en la antigua freguesia de Paredes de Viadores.

## Demografía
| Gráfica de evolución demográfica de Paredes de Viadores e Manhuncelos entre 2011 y 2021 |
|                                                                                         |
| Datos según el nomenclátor publicado por el INE portugués.                              |